# Війна чорної діри
«Війна чорної діри: моя битва за Стівеном Гокінгом заради того, щоби зробити світ безпечнішим для квантової механіки» (англ. Black Hole War: My Battle with Stephen Hawking to Make the World Safe for Quantum Mechanics) — науково-популярна книга американського фізика-теоретика Леонарда Сасскінда, видана в 2008 році. Книга розглядає інформаційний парадокс чорної діри та пов'язану з ним наукову суперечку між Стівеном Гокінгом і Сасскіндом. Сасскінд відомий своєю роботою з теорії струн, а також книгами «Космічний ландшафт» і «Теоретичний мінімум». У 2023 році книга видана українською мовою.

## Огляд
Гокінг припустив, що інформація втрачається в чорних дірах, бо випромінювання Гокінга, полишаючи їх, не несе в собі жодної інформації. Сасскінд не погодився, стверджуючи, що висновки Гокінга порушують один із найфундаментальніших наукових законів Всесвіту — збереження інформації. Як описує Сасскінд у своїй книзі, «Війна чорної діри» була «справжньою науковою суперечкою» між тими вченими, які прихильно ставилися до принципів теорії відносності, проти тих, хто прихильно ставилися до квантової механіки. Дискусія призвела до голографічного принципу, запропонованого Джерардом т'Гофтом і вдосконаленого Сасскіндом, який припускав, що інформація зберігається на горизонті подій.

## Відгуки
Шон Керролл у «Волл-стріт джорнел» похвалив книгу за вдале пояснення складної теми у зрозумілий читачам спосіб. Керролл відзначає, що книга містить багато анекдотів і добре демонструє дотепність Сасскінда та його вміння розповідати історії. Джордж Джонсон з «Нью-Йорк Таймс» критично оцінив початок книги, відзначивши, що вступ до основних понять відносності та квантової механіки надмірний, особливо для читачів, які вже читали інші науково-популярні книги з теоретичної фізики. Лев Гроссман з журналу «Тайм» поставив книзі B+, сказавши, що «можна відкинути все це як битву розумників, але тоді ви пропустите пояснення Сасскінда, чому Всесвіт насправді є голограмою». Джессі Коен з «Лос-Анджелес Таймс» критикував книгу за її часті ухиляння в особисті анекдоти, хоч книга й «сяє теплотою розмови». The «New Scientist» включив книгу до списку вибраних книг свого редактора 2008 року, а «Вішингтон пост» вказав її у списку найкращих книг 2008 року у своєму щорічному довіднику святкових покупок.